# Project S
Project S, più frequentemente indicata in via ufficiale come Project S - The Series (riportato in thailandese anche come โปรเจกต์ เอส เดอะซีรีส์), è una serie televisiva antologica thailandese trasmessa dal 20 maggio 2017 al 27 gennaio 2018 dalla rete GMM 25; è stata distribuita anche su Line TV ed internazionalmente su YouTube, con sottotitoli opzionali in inglese.
È divisa in quattro diversi gruppi di episodi: "SPIKE!", "Side by Side" (Side by Side พี่น้องลูกขนไก่), "SOS Skate" (SOS Skate ซึม ซ่าส์) e "Shoot! I Love You" (Shoot! I Love You ปิ้ว! ยิงปิ๊งเธอ); con trame, personaggi e regie differenti, ognuno è formato da otto episodi e si focalizza su di un diverso sport, rispettivamente pallavolo, badminton, skateboard e tiro con l'arco.

## Trama

### SPIKE!
Quando la squadra di pallavolo del liceo Theppanya perde un'importantissima partita contro i campioni della St. Sebastian, si ritroverà con un giocatore in meno (passato proprio alla St. Sebastian) ed un nuovo allenatore, che subito s'impegna a trovare un nuovo membro per il team.

### Side by Side
Un ragazzo affetto da autismo e  suo cugino entrano a far parte della squadra di badminton per cercare di superare le loro debolezze e paure.

### SOS Skate
Un gruppo di skater salva un ragazzo affetto da depressione da un tentativo di suicidio, provando a farlo appassionare al mondo dello skateboard.

### Shoot! I Love You
Una ragazza decide di praticare il tiro con l'arco per cercare di far colpo sulla persona che le piace.

## Personaggi e interpreti

### SPIKE!

#### Principali
- Puen, interpretato da Oabnithi Wiwattanawarang "Oab".
- Than, interpretato da Thiti Mahayotaruk "Bank".

#### Ricorrenti
- Singha, interpretato da Lerkcharoempoj Papangkorn "Beam".
- Win, interpretato da Prama Imanotai "Punjan".
- Best, interpretata da Apinya Sakuljaroensuk "Saiparn".
- Petch, interpretato da Pasakorn Sanrattana "Oat".
- Jern, interpretata da Pavadee Komchokpaisan "Cook".
- Pete, interpretato da Teetatch Ratanasritai "Kaopun".

### Side by Side

#### Principali
- Gym (appare brevemente anche in Shoot! I Love You), interpretato da Thanapob Leeratanakajorn "Tor".
- Dong, interpretato da Wongravee Nateetorn "Sky".

#### Ricorrenti
- Teang, interpretata da Suquan Bulakool "Quan".
- Noi, interpretata da Kemisara Paladesh "Belle".
- Book, interpretato da Nutchapan Paramacharenroj "Pepo".

### SOS Skate

#### Principali
- Boo (appare brevemente anche in Shoot! I Love You), interpretato da Teeradon Supapunpinyo "James".
- Bell, interpretata da Chayanit Chansangavej "Pat".
- Fern, interpretata da Narupornkamol Chaisang "Praew".
- Simon, interpretato da Toni Rakkaen.

### Shoot! I Love You

#### Principali
- Bo (Bow), interpretata da Narikun Ketprapakorn "Frung".
- Shan, interpretato da Kritsanapoom Pibulsonggram "JJ".
- Archwin, interpretato da Chanon Santinatornkul "Non".
- Fame, interpretata da Kanyawee Songmuang "Thanaerng".

#### Ricorrenti
- Mooham, interpretato da Thanaboon Wanlopsirinun "Na".

## Episodi
| Stagione       | Episodi | Prima TV  |
| -------------- | ------- | --------- |
| Prima stagione | 32      | 2017-2018 |